# EVAR

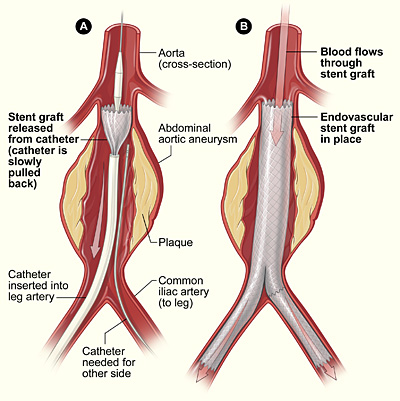
Exempel på EVAR

EVAR (endovaskulär aneurysm reparation) är en operationsteknik då man med hjälp av röntgengenomlysning för in ledare via ljumskartärerna och positionerar ett rörformat stentgraft som väl på plats utvidgas och tätar ovanför och nedanför aneurysmet. Denna operationsteknik utförs på bukaortaaneurysm och thorakala aorta aneurysm för att förhindra tillväxt och säkerställa fortsatt god cirkulation. 